# Mab (luna)
Mab je Uranov notranji satelit. 

## Odkritje in imenovanje
Luno Mab sta odkrila Mark R. Showalter in Jack J. Lissauer
25. avgust 2003 na posnetkih, ki jih je naredil Vesoljski teleskop Hubble.
Takrat je dobila začasno oznako S/2003 U 1. Uradno ime je dobila po pravljičnem bitju kraljici Mab, ki se pojavlja tudi v Shakespearjevi tragediji Romeo in Julija.
Luna je znana je tudi kot Uran XXVI.
Luna Mab je zelo majhna in temna. Zaradi tega je niso opazili na posnetkih, ki jih je naredila sonda  Voyager 2 v letu 1986. Tudi luno Perdito  so odkrili na podobnih posnetkih šele leta 1997. To je vodilo znanstvenike do ponovnega pregleda posnetkov in so tako luno našli tudi na starih posnetkih.

## Lastnosti
Luna Mab je zelo temna. Na površini ima  svetlejša področja, podobno kot sosednja luna Miranda. Je manjša od lune Kupid in je tako po velikosti primerljiva z najmanjšimi zunanjimi lunami. Njena gostota je okoli 1,3 g/cm³, kar je manj kot gostota Zemlje.
Tirnica lune Mab je močno motena, kar do sedaj še ne znajo pojasniti. Verjetno nanjo vpliva katera od večjih lun. Luna Mab ima tirnico na isti razdalji od Urana kot novo odkriti prašni obroč z oznako R/2003 U 1. Luna ima primerno velikost za tvorjenje prahu, ki odleti s površine telesa. Večje lune ga po nastanku zopet zberejo zaradi dovolj velike gravitacijske sile, manjše pa imajo premajhno površino, da bi ob trkih z meteoriti nastalo dovolj prašnih delcev. Niso pa še našli obročev, ki bi bila povezani z lunama Perdita in Kupid, ker verjetno Belinda omejuje življenjsko dobo prahu, ki nastaja.